# Станко Вучетић
Станко (Милоша) Вучетић (Грахово, 1895 — ?, 1916) био је српски регрут. Носилац је Карађорђеве звезде са мачевима.

## Биографија
Рођен је 1895. године у Вилусима код Грахова у Црној Гори. Са породицом се 1903. године преселио у Топлицу у село Балчак. Ту је Станко одрастао и тек што је стекао пунолетство кренуо је у рат 1914. године, као регрут 16. пука Моравске дивизије 1. позива. Са тим пуком учествовао је у борбама на Церу и Колубари. Његов пук учествовао је и у биткама на Горничеву, Црној Реци и на коти 1050. Ову коту запосели су Немци и нанели су велике губитке српској војсци. Шеснаести пук је десеткован, због великих губитака је расформиран а војници распоређени у друге пукове. У 21. години живота погинуо је Станко Вучетић. Са својим ратним друговима сахрањен је на српском војничком гробљу на Зејтинлику. Његово име је на мермерној плочи под бројем 4793.
За испољену храброст у овим борбама одликован је Сребрним орденом Карађорђеве звезде са мачевима.